# 佛荷里
佛荷里（片假名：フオリ－，1847年—1915年7月4日），法國傳教士、植物採集家。1847年出生於法國奥弗涅大區上盧瓦爾省小鎮迪尼埃鎮，1915年7月4日在台灣過世。
他在1869年參加了一個教會的海外會社，並於1873年成為天主教神父。一開始，他前往日本東京和新潟。1882年至1894年間，他在日本傳教 。
他在旅日期間，經常在當時為日本領地的各個地方採集，所採集到的植物標本極其重要，大量地被其他植物學者引用發表為新種。

## 生平年表
- 1847年：1月1日出生於法國奥弗涅大區上盧瓦爾省迪尼埃鎮[2]。
- 1869：參加教會的海外會社 (la Société des missions étrangères)。
- 1873年：受戎成為天主教神父。
- 1873年：抵達日本東京，後在新潟學習日語，並於教會服務。
- 1874年，應植物學家阿德里安·雷恩·弗朗什的要求，他開始收集日本植物。1875年，弗朗什與弗雷德·薩巴蒂（Ludwig Sabatier）根據弗利的標本，出版了《日本粳稻月牙菌叢》。
- 1881年：到新潟，之後開始科學採集，不僅是開花植物還有真菌、苔蘚及地衣[2]。
- 1889年：5月21日開始為巴黎博物館(P)採集[2]。
- 1889年-1894年：五年間他跑遍了青森縣、北海道、庫頁島及千島群島[2]。
- 1894年：返回法國[2]。
- 1896年：回到日本[2]。
- 1903年：第一次台灣的採集。
- 1913年：12月第二次抵台採集。
- 1914年：第二次抵台，至台灣東部探險。[2]
- 1915年：6月，台北，採集時被鼻蛭進入鼻腔，血流不止回到台北在des Pères Dominicains的住處(位於大稻埕)
- 1915年：7月4日於台北寄寓處過世，享年68歲。

### 台期行程

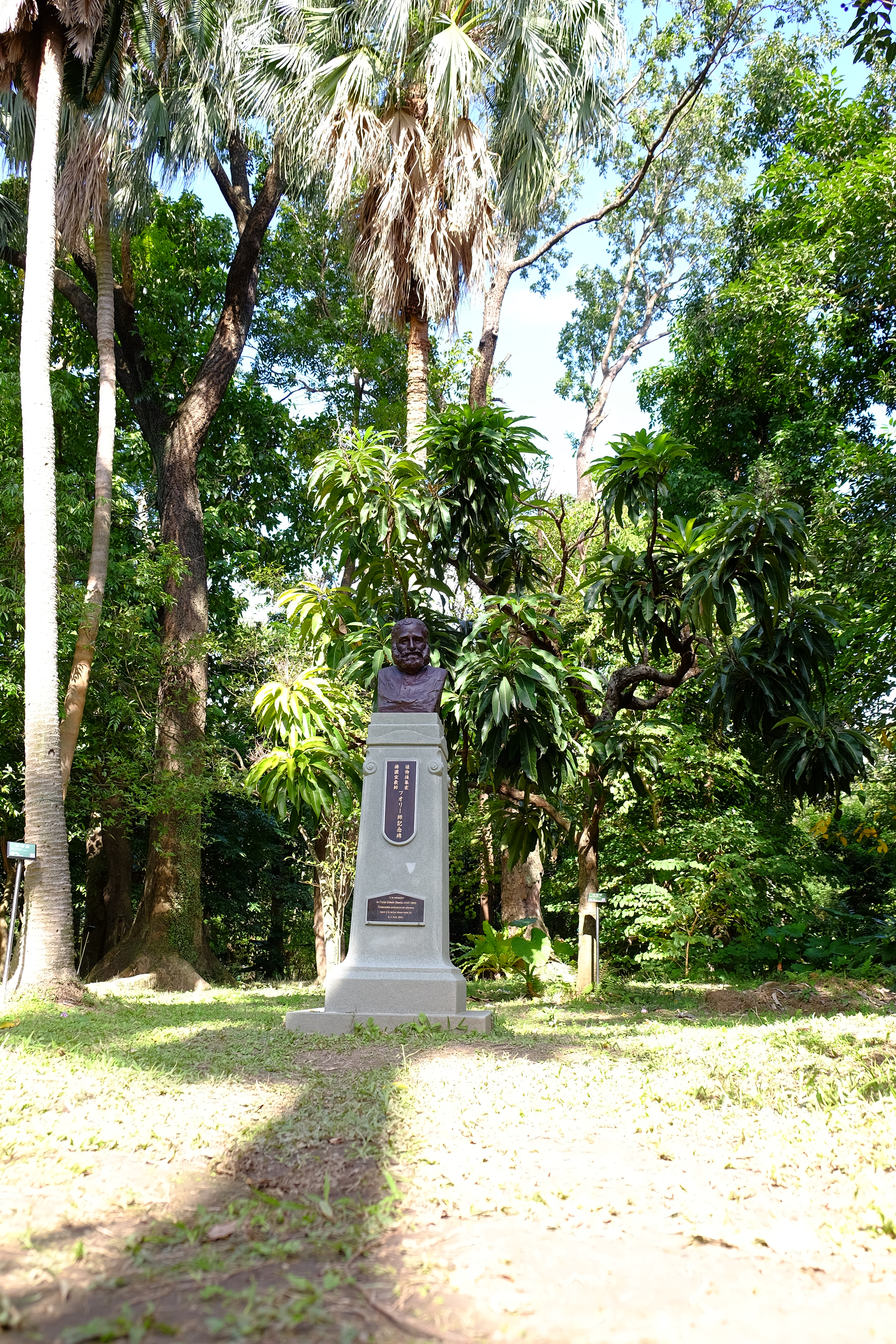
佛荷里銅像(臺北植物園)

- - 說明：下列行程取材自早田文藏 (1916)的追悼文。中文地名為現行地名，英文為當時的英譯地名。

- 1913年
  - 12月，台北鄰近地區採集：圓山(Maruyama)、北投 (Hokuto)、淡水 (Tamsui)

- 1914年
  - 1月，南行到高雄(Takao，打狗)、萬金庄 (Mankingsing)及來義 (Raishia，來社)並朝北至Korisho、桃園 (Toyen)、鶯歌 (Okaseki，鶯歌石), 新店 (Shinten)、基隆 (Kelung).
  - 4月，新店及烏來 (Urai)
  - 5月，北投
  - 5至7月，阿里山區 (Arisan region)
  - 9月，北投、淡水、松山 (Shakko，錫口)、基隆
  - 10月，北投、台北、淡水、觀音山 (Kwannonzan)、基隆
  - 11月，圓山、北投、淡水、基隆、新店
  - 12月松山；嘉義 (Kagi)、第二次的阿里山區採集

- 1915年
  - 1月，北投
  - 2月，士林 (Shorin)、北投、大屯山 (Mt. Daiton)
  - 3月，台北
  - 3-4月，阿里山區第三次採集
  - 4月，大屯山第二次採集、北投、台北
  - 5月，角板山 (Kappanza)
  - 5-6月花蓮 (Kwarenko，花蓮港(廳))

## 成就與貢獻
在駐日的漫長時間裡，他可以到處旅行，曾前往北海道、本州中部及北部、 九州，並造訪了琉球群島北部的奄美大島，以及高麗南部。其標本主要在當時送往法國國立自然史博物館 ，而1906年之後的採集則分布在東亞的標本館中，例如台大植物標本館(TAI)保留數百份。為當時研究東亞、東北亞的植被資源有很大的貢獻。

### 採集標本
在日本期間，他採集了有數萬份的標本，主要是存放至法國國立自然史博物館，且其複份則存放在日本京都標本館、英國大英博物館的邱植物園及其他地方。

### 紀念
在第二版臺灣植物誌裡所列以佛荷里命名(紀念，但譯法因不同學者有不同譯名出現)，種類包括蕨類4種，雙子葉4種，單子葉3種。
- Diplazium fauriei H. Christ 深山雙蓋蕨
- Dryopsis x fauriei 傅氏擬鱗毛蕨 (鱗毛蕨科)
- Pteris fauriei Hieron. 傅氏鳳尾蕨 (鳳尾蕨科)
- Tectaria fauriei Tagawa 傅氏三叉蕨 (三叉蕨科)

- Mazus fauriei Bonati 佛氏通泉草(台灣通泉草) (玄參科)
- Valeriana fauriei Briquet 纈草 (纈草科)
- Schizophragma integrifolium Oliv. var. fauriei (Hayata) Hayata 圓葉鑽地風 (虎耳草科)
- Thalictrum urbaini Hayata 傅氏唐松草 (毛茛科)

- Digitaria fauriei Ohwi 佛歐里馬唐 (禾本科)
- Eragrostis fauriei Ohwi 佛歐里畫眉草 (禾本科)
- Microstegium fauriei (Hayata) Honda 法利莠竹 (禾本科，竹亞科)

### 佛里銅像
由於其對台灣植物界的貢獻，當時的臺灣總督府殖產局林業試驗所於1917年12月22日，在其辦公室前塑立銅製胸像，以紀念這位為台灣植物探險鞠躬盡瘁的法國神父 ，然而其胸像在第二次世界大戰時亡佚，但幸運地，在2012年時透過日本台商楊智芳女士協助，找到留存於日本雕刻家渡邊長男倉庫中的佛里胸像石膏原型，經渡邊家族瀨谷薰、渡邊由利枝及渡邊功同意及高橋裕二教授工作室奧敬詩於2013年完成重製銅像，並於2017年9月30日於台北植物園內原地重現，同時揭幕的還有早田文藏紀念碑。